# Filgueira (Boimorto)
Filgueira es una aldea española situada en la parroquia de Boimorto, del municipio de Boimorto, en la provincia de La Coruña, Galicia. En 2020 contaba con una población de 1 habitante.

## Demografía
| Gráfica de evolución demográfica de Filgueira entre 2000 y 2020 |
|                                                                 |
| Datos según el nomenclátor publicado por el INE.                |